# 高井潔司
高井 潔司（たかい きよし、1948年9月22日 - ）は、日本の国際ジャーナリスト、中国研究者、北海道大学名誉教授、桜美林大学教授。中国メディアの研究を中心に日中関係、現代中国政治などが専門。

## 来歴
兵庫県神戸市生まれ。1972年東京外国語大学中国語学科卒業。読売新聞社入社、福島支局、千葉支局、社会部、1980年外報部、1982－1984年テヘラン支局、1986年北京支局、1987－1990年北京特派員、上海特派員、北京支局長、外報部次長、論説委員。天安門事件、鄧小平死去などを現地で取材。1999年北海道大学言語文化部教授。2000年同国際広報メディア観光学院教授。学院長をへて2012年定年退任、名誉教授。桜美林大学リベラルアーツ学群教授。2019年定年退任。日中コミュニケーション研究会理事長、北海道日中関係学会会長を歴任。日本エッセイストクラブ会員。

## 著書
- 『甦る自由都市上海』読売新聞社 1993
- 『中国情報の読み方』蒼蒼社 1996
- 『21世紀中国の読み方』蒼蒼社 1998
- 『中国報道の読み方』岩波アクティブ新書　2002
- 『「対日新思考」論議の批判的検討 新たな対話の枠組みを求めて』日本僑報社 2004
- 『中国文化強国宣言批判 胡錦濤政権の落日』蒼蒼社 2011
- 『民族自決と非戦ーー大正デモクラシー中国論の命運』集公舎 2024

### 共編著
- 『いまアジアを考える 4』松永正義ほか共著 三省堂選書 1986
- 『上海・長江経済圏Q&A100 中国発展のキー・エリア』藤野彰共編 亜紀書房 1995
- 『現代中国を知るための55章』編著 明石書店 エリア・スタディーズ 2000
- 『現代中国を知るための60章』第2版 遊川和郎共編著 明石書店 エリア・スタディーズ 2003
- 『日中相互理解のための中国ナショナリズムとメディア分析』日中コミュニケーション研究会共編著 明石書店 2005
- 『現代中国を知るための50章』第3版 藤野彰,遊川和郎共編著 明石書店 エリア・スタディーズ 2008
- 『現代中国を知るための40章』第4版 藤野彰,曽根康雄共編著 明石書店 エリア・スタディーズ 2012
- 『新聞ジャーナリズム論』西茹共編著 桜美林大学北東アジア総合研究所 2013

### 翻訳
- バーツラフ・シュミル『中国の環境危機』丹藤佳紀共訳 亜紀書房 1996
- 孫旭培『中国における報道の自由 その展開と命運』西茹,及川淳子, 魯諍, 雷紫? 訳 桜美林大学北東アジア総合研究所 北東アジア研究叢書 2013

## 参考
- [ISBN　978-4-88360-103-5]
- 『現代日本人名録』2002年